# Chinesische Basketballnationalmannschaft
Die chinesische Basketballnationalmannschaft repräsentiert die Volksrepublik China bei Basketball-Länderspielen der Herren. Seit ihrer Anerkennung durch die FIBA 1974 dominiert sie die Asienmeisterschaft und gewann 16 Mal bei 21 Teilnahmen.
Bis 1974 wurde China durch die Auswahl der Republik China vertreten. Seitdem errang die Mannschaft der Volksrepublik 15 Gold-, eine Silber-  und zwei Bronzemedaillen bei der Asienmeisterschaft, sodass sie sich außer für die WM 1998 immer für Weltmeisterschaften und Olympische Spiele qualifizieren konnte. 
Professionalisiert wurde der Basketballsport in China durch die Gründung der Chinese Basketball Association, aus der die NBA-Spieler Wang Zhizhi, Hu Weidong, Mengke Bateer, Yao Ming, Yi Jianlian und Sun Yue hervorgingen.

## Abschneiden bei internationalen Wettbewerben

### Weltmeisterschaften
| - 1978 – 11. Platz - 1982 – 12. Platz - 1986 – 9. Platz - 1990 – 14. Platz - 1994 – 8. Platz | - 1998 – nicht qualifiziert - 2002 – 12. Platz - 2006 – 9. Platz - 2010 – 16. Platz - 2019 – 24. Platz | - 2023 – 29. Platz |

### Olympische Spiele
| - 1976 – nicht teilgenommen - 1980 – nicht teilgenommen - 1984 – 10. Platz - 1988 – 11. Platz - 1992 – 12. Platz | - 1996 – 8. Platz - 2000 – 10. Platz - 2004 – 8. Platz - 2008 – 8. Platz - 2012 – 12. Platz | - 2016 – 12. Platz |

### Asienmeisterschaften
| - 1975 – . Platz - 1977 – . Platz - 1979 – . Platz - 1981 – . Platz - 1983 – . Platz - 1986 – . Platz - 1987 – . Platz - 1989 – . Platz - 1991 – . Platz - 1993 – . Platz | - 1995 – . Platz - 1997 – . Platz - 1999 – . Platz - 2001 – . Platz - 2003 – . Platz - 2005 – . Platz - 2007 – 10. Platz - 2009 – . Platz - 2011 – . Platz - 2013 – 5. Platz | - 2015 – . Platz - 2017 – 5. Platz - 2022 – 8. Platz - 2025 – . Platz |

## Kader
| Spieler | Spieler       | Spieler           | Spieler | Spieler | Spieler  | Spieler                   |
| Nr.     | Name          | Geburt            | Größe   | Info    | Einsätze | Verein                    |
| ------- | ------------- | ----------------- | ------- | ------- | -------- | ------------------------- |
|         |               | Guards (PG, SG)   |         |         |          |                           |
| 3       | Hu Mingxuan   | 10.03.1998        | 193 cm  |         |          | Guangdong Southern Tigers |
| 4       | Zhao Jiwei    | 25.08.1995        | 185 cm  |         |          | Liaoning Flying Leopards  |
| 8       | Zhao Rui      | 14.01.1996        | 195 cm  |         |          | Xinjiang Flying Tigers    |
| 19      | Cui Yongxi    | 28.05.2003        | 201 cm  |         |          | Guangzhou Loong Lions     |
|         |               | Forwards (SF, PF) |         |         |          |                           |
| 1       | Li Kaier      | 20.09.1993        | 206 cm  |         |          | Minnesota Timberwolves    |
| 10      | Zhou Peng     | 11.10.1989        | 206 cm  | (C)     |          | Shenzhen Leopards         |
| 26      | Zhu Junlong   | 13.07.1999        | 185 cm  |         |          | Zhejiang Lions            |
| 27      | Fu Hao        | 24.08.1997        | 208 cm  |         |          | Liaoning Flying Leopards  |
| 77      | Zhang Zhenlin | 28.01.1999        | 208 cm  |         |          | Liaoning Flying Leopards  |
|         |               | Center (C)        |         |         |          |                           |
| 14      | Wang Zhelin   | 20.01.1994        | 213 cm  |         |          | Shanghai Sharks           |
| 15      | Zhou Qi       | 16.01.1996        | 217 cm  |         |          | Guangdong Southern Tigers |
| 21      | Hu Jinqiu     | 24.09.1997        | 210 cm  |         |          | Zhejiang Lions            |

| Trainer  | Trainer             | Trainer         |
| Nat.     | Name                | Position        |
| -------- | ------------------- | --------------- |
| Serbien  | Aleksandar Đorđević | Head Coach      |
| Kroatien | Goran Bjedov        | Assistenz-Coach |

| Legende                | Legende            |
| Abk.                   | Bedeutung          |
| ---------------------- | ------------------ |
| (C)                    | Mannschaftskapitän |
| Quellen                |                    |
| Ligahomepage           |                    |
| Stand: 23. August 2023 |                    |

| Legende                | Legende            |
| Abk.                   | Bedeutung          |
| ---------------------- | ------------------ |
| (C)                    | Mannschaftskapitän |
| Quellen                |                    |
| Ligahomepage           |                    |
| Stand: 23. August 2023 |                    |

## Ehemalige Kader
| Nr. | Name                | Geburtsdatum    | Größe  | Position | Einsätze | Club                      |
| --- | ------------------- | --------------- | ------ | -------- | -------- | ------------------------- |
| 3   | Hu Mingxuan         | 10.03.1998      | 193 cm | Guard    |          | Guangdong Southern Tigers |
| 4   | Zhao Jiwei          | 25.08.1995      | 185 cm | Guard    |          | Liaoning Flying Leopards  |
| 8   | Zhao Rui            | 14.01.1996      | 195 cm | Guard    |          | Xinjiang Flying Tigers    |
| 19  | Cui Yongxi          | 28.05.2003      | 201 cm | Guard    |          | Guangzhou Loong Lions     |
| 1   | Li Kaier            | 20.09.1993      | 206 cm | Forward  |          | Minnesota Timberwolves    |
| 10  | Zhou Peng           | 11.10.1989      | 206 cm | Forward  |          | Shenzhen Leopards         |
| 26  | Zhu Junlong         | 13.07.1999      | 185 cm | Forward  |          | Zhejiang Lions            |
| 27  | Fu Hao              | 24.08.1997      | 208 cm | Forward  |          | Liaoning Flying Leopards  |
| 77  | Zhang Zhenlin       | 28.01.1999      | 208 cm | Forward  |          | Liaoning Flying Leopards  |
| 14  | Wang Zhelin         | 20.01.1994      | 213 cm | Center   |          | Shanghai Sharks           |
| 15  | Zhou Qi             | 16.01.1996      | 217 cm | Center   |          | Guangdong Southern Tigers |
| 21  | Hu Jinqiu           | 24.09.1997      | 210 cm | Center   |          | Zhejiang Lions            |
|     | Aleksandar Đorđević | Head Coach      |        |          |          |                           |
|     | Goran Bjedov        | Assistenz-Coach |        |          |          |                           |

| Nr. | Name                 | Geburtsdatum    | Größe  | Position | Einsätze | Club                        |
| --- | -------------------- | --------------- | ------ | -------- | -------- | --------------------------- |
| 4   | Zhao Jiwei           | 25.08.1995      | 185 cm | Guard    |          | Liaoning Flying Leopards    |
| 5   | Sui Ran              | 25.06.1992      | 193 cm | Guard    |          | Shandong Golden Stars       |
| 6   | Guo Ailun            | 14.11.1993      | 192 cm | Guard    |          | Liaoning Flying Leopards    |
| 12  | Li Gen               | 15.08.1988      | 196 cm | Guard    |          | Xinjiang Flying Tigers      |
| 8   | Ding Yanyuhang       | 20.08.1993      | 200 cm | Forward  |          | Shandong Golden Stars       |
| 9   | Zhai Xiaochuan       | 24.03.1993      | 204 cm | Forward  |          | Beijing Shougang Ducks      |
| 10  | Zhou Peng            | 11.10.1989      | 206 cm | Forward  |          | Guangdong Southern Tigers   |
| 11  | Yi Jianlian          | 27.10.1987      | 213 cm | Forward  |          | Guangdong Southern Tigers   |
| 14  | Zou Yuchen           | 05.07.1996      | 203 cm | Forward  |          | Bayi Rockets                |
| 13  | Li Muhao             | 02.06.1992      | 218 cm | Center   |          | Shenzhen Dongguang Leopards |
| 15  | Zhou Qi              | 16.01.1996      | 217 cm | Center   |          | Xinjiang Flying Tigers      |
| 31  | Zhelin Wang          | 20.01.1994      | 214 cm | Center   |          | Fujian Xunxing              |
|     | Gong Luming          | Head Coach      |        |          |          |                             |
|     | Yannis Christopoulos | Assistenz-Coach |        |          |          |                             |
|     | Li Nan               | Assistenz-Coach |        |          |          |                             |